# Senador La Rocque
Senador La Rocque är en kommun i Brasilien.   Den ligger i delstaten Maranhão, i den nordöstra delen av landet, 1 200 km norr om huvudstaden Brasília. Antalet invånare är 18 010.
Omgivningarna runt Senador La Rocque är huvudsakligen savann. Runt Senador La Rocque är det glesbefolkat, med 19 invånare per kvadratkilometer.